# Gante-Wevelgem femenina
La Gante-Wevelgem femenina (oficialmente Gent-Wevelgem-In Flanders Fields) es una carrera profesional femenina de ciclismo en ruta de un día que se disputa anualmente en la región de Flandes, en Bélgica. Es la versión femenina de la carrera del mismo nombre y se celebra el mismo día que su homónima, el último domingo de marzo, dos días después de finalizar la E3-Harelbeke
Su primera edición se corrió en 2012 y sus dos primeras ediciones fueron amateur, a pesar de ello participaron corredoras profesionales de primer nivel. Posteriormente la prueba ascendió a la categoría 1.2 (última categoría del profesionalismo) y en 2016 ascendió al UCI WorldTour Femenino creado ese año.
El recorrido tiene una longitud de aproximadamente la mitad que su homónima masculina sin limitación de edad aunque con similares características.

## Palmarés
| Año                     | Ganador           | Segundo           | Tercero                   |
| ----------------------- | ----------------- | ----------------- | ------------------------- |
| ediciones amateur       |                   |                   |                           |
| 2012                    | Lizzie Armitstead | Iris Slappendel   | Jessie Daams              |
| 2013                    | Kirsten Wild      | Sanne van Paassen | Kelly Druyts              |
| ediciones profesionales |                   |                   |                           |
| 2014                    | Lauren Hall       | Janneke Ensing    | Vera Koedooder            |
| 2015                    | Floortje Mackaij  | Janneke Ensing    | Chloe Hosking             |
| 2016                    | Chantal Blaak     | Lisa Brennauer    | Lucinda Brand             |
| 2017                    | Lotta Lepistö     | Jolien D'Hoore    | Coryn Rivera              |
| 2018                    | Marta Bastianelli | Jolien D'Hoore    | Lisa Klein                |
| 2019                    | Kirsten Wild      | Lorena Wiebes     | Letizia Paternoster       |
| 2020                    | Jolien D'Hoore    | Lotte Kopecky     | Lisa Brennauer            |
| 2021                    | Marianne Vos      | Lotte Kopecky     | Lisa Brennauer            |
| 2022                    | Elisa Balsamo     | Marianne Vos      | Maria Giulia Confalonieri |
| 2023                    | Marlen Reusser    | Megan Jastrab     | Maike van der Duin        |
| 2024                    | Lorena Wiebes     | Elisa Balsamo     | Chiara Consonni           |
| 2025                    | Lorena Wiebes     | Elisa Balsamo     | Charlotte Kool            |

## Palmarés por países
| País           | Victorias |
| -------------- | --------- |
| Países Bajos   | 7         |
| Italia         | 2         |
| Reino Unido    | 1         |
| Estados Unidos | 1         |
| Finlandia      | 1         |
| Bélgica        | 1         |
| Suiza          | 1         |